# Catoosa
Ne pas confondre avec le comté situé dans l’État de Géorgie, le comté de Catoosa.
La ville américaine de Catoosa est située dans les comtés de Rogers et Wagoner, dans l’État d’Oklahoma. Lors du recensement de 2010, elle comptait 7 159 habitants.

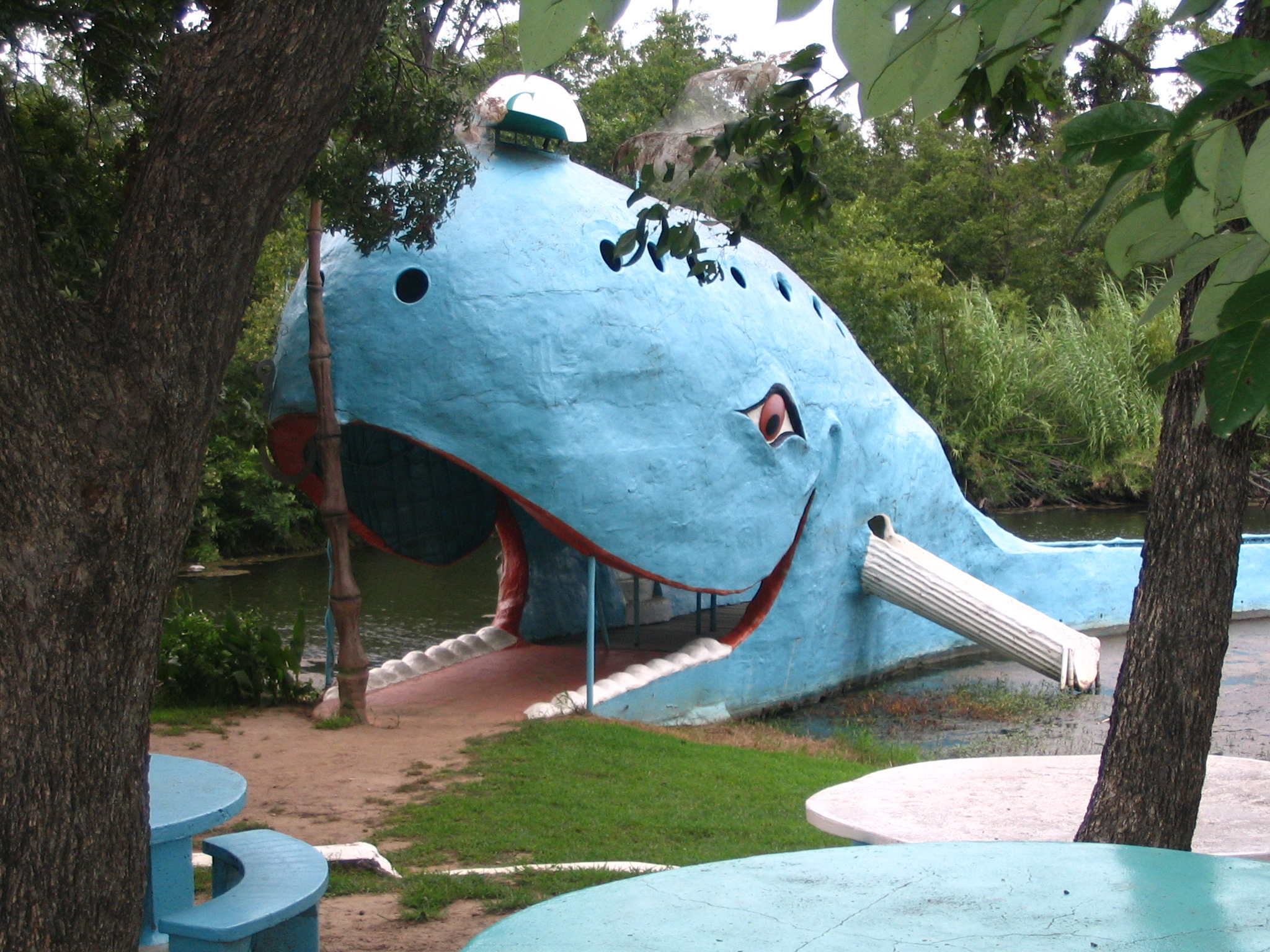
Baleine bleue de Catoosa

## Source
- (en) Cet article est partiellement ou en totalité issu de l’article de Wikipédia en anglais intitulé « Catoosa, Oklahoma » (voir la liste des auteurs).